# Эбоньи
Эбоньи (англ. и игбо Ebonyi) — штат в юго-восточной части Нигерии. 34-й по площади и 34-й по населению штат Нигерии. Административный центр штата — город Абакалики.

## Административное деление
Административно штат делится на 13 ТМУ:
- Абакалики
- Афикпо-Норт
- Афикпо-Сауз
- Икво
- Ишайлу
- Иво
- Ицци
- Охазара
- Охокву
- Оника
- Эбоньи
- Эцца-Норт
- Эцца-Сауз

## Экономика
Эбоньи — аграрный штат, специализирующейся на выращивании какао и риса. В штате также богатые месторождения поваренной соли.